# 碱泉街道
碱泉街道，是中华人民共和国新疆维吾尔自治区乌鲁木齐市天山区下辖的一个乡镇级行政单位。

## 行政区划
碱泉街道下辖以下地区：
向阳社区、碱泉东社区、碱泉中社区、碱泉西社区、月光小区社区、方圆社区和红桥社区。